# Мезецьке князівство
Мезецьке князівство — одне з удільних князівств Чернігово-сіверської землі. Столиця — Мезецьк. було одним з Верховських князівств. Утворилося внаслідок розпаду Таруського князівства. займало землі у верхів'ях річки Оки. На початку XV ст. визнало зверхність Великого князівства Литовського. У 1480-х роках підпало під владу Великого князівства Московського. Ліквідовано у 1504 році.

## Історія
Утворилося спочатку як невеличкий уділ у складі Таруського князівства, яке було передано Всеволоду Всеволодовичу Орехві близько 1360 року. Після того, як останній став новим таруським князем Мезецьке князівство знову увійшло до складу Таруського. Після смерті останнього між 1392 та 1408 роками Мезецький уділ отримав син Всеволода — Андрій Всеволодович Шутіха, який вважається засновним незалежності князівства.
Мезецькі князі зберігали союзні відносини з Таруським князівством. Приблизно на початку 1420-х років визнали зверхність Литви. У 1422 році війська князівства в союзі з литовцями та тарусцями брали участь у поході на допомогу Одоєвському князівству, землі якого атакували загони Золотої Орди.
На Мезецькому князівстві відбилися загальні тенденції роздрібненості. Вже у 1430-х роках з нього виокремилося Борятинське князівство. У 1445 році Мезецьке князівство опинилося у спільному володарюванні братів Федора, Романа та Івана Андрійовичів. Втім до 1460 року фактично було розділено між братами. Князь Роман у 1470 році зайняв промосковську позицію, князь Іван — пролитовську. До того ж після смерті Федора Андрійовича його частку розділено між синами Михайлом, Федором Сухим, Петром, Василем Кукубякою. Ще один син Федора — Іван — отримав Говдиревський уділ.
На 1484 рік Мезецьким князівством частками володіли Федір Федорович Сухий, Василь Федорович Кукубяка, Михайло Романович та сини Івана Федоровича Говдиревського — Василь і Федір. Вони постійно маневрували між Литвою та Москвою, намагаючись зберегти свою автономію.
Мезецьке князівство разом з іншими верховськими князівствами у 1487 році стало об'єктом тривалої московсько-литовської війни. 1492 року на бік Москви перейшов Михайло Романович Мезецький, який захопив частку Петра Федоровича Мезецького. Зрештою за результатами мирної угоди між Литвою і Москвою 1494 року більшість Мезецького князівства опинилося під владою Великого князівства Московського, окрім часток Петра Федоровича і Федора Сухого.
В свою чергу права мезецьких князів стали поступово обмежуватися з боку московського уряду. У 1503 році перенесено їх столицю до села Олексин у Стародубі-Ряполовському. У 1504 році остаточно ліквідовано Мезецьке князівство.